# Награди „Оскар“ (13-а церемония)
Тринадесетата церемония по връчване на филмовите награди „Оскар“ се провежда на 27 февруари 1941 година в балната зала „Билтмор Боул“ на хотел Билтмор, Лос Анджелис, Калифорния. На нея се връчват призове за най-добри постижения във филмовото изкуство през 1940 година. Водещ на церемонията е продуцентът Уолтър Уангър.
Това е първата година, в която за резултатите са използвани запечатани пликове с цел запазване в тайна на имената на победителите. Счетоводната компания Прайс Уотърхаус е наета за преброяване на гласовете, след като през предходната година е имало изтичане на информация.
На тази церемония, досегашната категория за най-добър сценарий е разделена на две, съответно за най-добър оригинален сценарий и най-добър адаптиран сценарий.
Големите заглавия на вечерта са двата филма на Алфред Хичкок - Ребека и Чуждестранен кореспондент, както и първото номиниране на филм на Чарли Чаплин - Великият диктатор. Сред останалите хитови заглавия са Гроздовете на гнева на Джон Форд по романа на Джон Стайнбек и Филаделфийска история.

## Номинации и Награди
Долната таблица показва номинациите за наградите по категории. Победителите са изписани на първо място с удебелен шрифт.
| Най-добър филм | Най-добър режисьор |
| --- | --- |
| - Ребека - Всичко това и небето също - Чуждестранен кореспондент - Гроздовете на гнева - Великият диктатор - Кити Фойл - Писмото - Дългият път към дома - Нашият Град - Филаделфийска история                                                     | - Джон Форд – Гроздовете на гнева - Джордж Кюкор – Филаделфийска история - Алфред Хичкок – Ребека - Сам Ууд – Кити Фойл - Уилям Уайлър – Писмото                                                   |
| Най-добра мъжка роля | Най-добра женска роля |
| - Джеймс Стюарт – Филаделфийска история - Чарли Чаплин – Великият диктатор - Хенри Фонда – Гроздовете на гнева - Реймънд Маси – Ейб Линкълн в Илинойс - Лорънс Оливие – Ребека                                                                    | - Джинджър Роджърс – Кити Фойл - Бети Дейвис – Писмото - Джоан Фонтейн – Ребека - Катрин Хепбърн – Филаделфийска история - Марта Скот – Нашият Град                                                |
| Най-добра поддържаща мъжка роля | Най-добра поддържаща женска роля |
| - Уолтър Бренан – Западнякът - Алберт Басерман – Чуждестранен кореспондент - Уилям Гарган – Те знаеха какво искат - Джак Оуки – Великият диктатор - Джеймс Стивънсън – Писмото                                                                    | - Джейн Даруел – Гроздовете на гнева - Джудит Андерсън – Ребека - Рут Хъси – Филаделфийска история - Барбара О'Нийл – Всичко това и небето също - Марджъри Рамбю – Пътят на наслажденията          |
| Най-добър оригинален сценарий | Най-добър адаптиран сценарий |
| - Великият Макгинти – Престън Стърджис - Чуждестранен кореспондент – Чарлс Бенет и Джоан Харисън - Вълшебният куршум на д-р Ерлих – Норман Бърнсайд, Хайнц Хералд и Джон Хюстън - Великият диктатор – Чарли Чаплин - Ангели над Бродуей – Бен Хещ | - Филаделфийска история – Доналд Огдън Стюърт - Гроздовете на гнева – Нюнъли Джонсон - Дългият път към дома – Дъдли Никълс - Ребека – Робърт И. Шерууд и Джоан Харисън - Кити Фойл – Долтън Тръмбо |

## Филми с множество номинации
Долуизброените филми получават повече от 2 номинации в различните категории за настоящата церемония:
- 11 номинации: Ребека
- 7 номинации: Гроздовете на гнева, Писмото
- 6 номинации: Филаделфийска история, Чуждестранен кареспондент, Дългият път към дома, Нашият град
- 5 номинации: Великият диктатор, Кити Фойл, Северозападна конна полиция
- 4 номинации: Издигане, Моя любов, Морският ястреб, Пролетен парад, Багдадският крадец
- 3 номинации: Всичко това и небето също, Down Argentine Way, Любимата ми съпруга, Strike Up the Band, Западнякът

## Почетни награди
- Боб Хоуп
- Натан Левинсън